# Limited liability company
Een limited liability company (LLC) is een rechtsvorm in de Verenigde Staten die gelijkenis vertoont met de besloten vennootschap (bv), commanditaire vennootschap (cv) en de vennootschap onder firma (vof) in Nederland.  
De LLC en de vergelijkbare LLP (limited liability partnership) worden gevormd door de 'members' (leden), die daartoe een onderlinge overeenkomst aangaan, waarin alle bestuursaangelegenheden geregeld worden. De LLC en de vergelijkbare LLP kennen een flexibelere wetgeving dan de bv of de samenwerkingsvormen cv en vof en zijn desgewenst fiscaal transparant, dat wil zeggen dat resultaat en vermogen belast worden bij de individuele partners. Ze bieden ook juridische bescherming voor de partners. Die zijn privé niet aansprakelijk voor eventuele schulden van de onderneming.
Een LLC wordt opgericht door het indienen van een certificate of formation in een van de vijftig Amerikaanse staten. Vaak wordt gekozen voor Delaware als 'oprichtingsstaat' vanwege het flexibele en goed ontwikkelde vennootschapsrecht van die staat, dat is vastgelegd in de Delaware General Corporation Law. Ook de rechtspraak in Delaware op het terrein van het ondernemingsrecht heeft een goede reputatie. 
Voorbeelden van de flexibele Amerikaanse wetgeving ten aanzien van LLC's:
- De wet- en regelgeving met betrekking tot de bestuursstructuur en het financieel management is beperkt
- Keuzevrijheid of de LLC fiscaal wordt behandeld als een zelfstandig lichaam of als een fiscaal transparant lichaam ('pass-through entity')
- Keuzevrijheid of de deelnemingen van de leden worden uitgedrukt als percentage van het totaal of als aparte eenheden (vergelijkbaar met aandelen)
- Keuzevrijheid om de structuur van de organisatie in te richten als een 'member managed LLC', dat wil zeggen onder directe leiding van de leden, of als 'corporation' onder leiding van daartoe aangestelde 'directors' en 'officers'.